# Kévin Olimpa
Kévin Olimpa (París, Francia, 10 de marzo de 1988) es un futbolista francés, de origen camerunés y que posee nacionalidad de Martinica, selección de la que es internacional. Juega de portero.

## Biografía
Kévin Olimpa ha jugado en las categorías inferiores del Girondins de Burdeos hasta 2006, año en el que pasa a formar parte de la primera plantilla del club. No debuta en Ligue 1 hasta el 8 de noviembre de 2008 en el partido Girondins de Burdeos 2-0 AJ Auxerre.
Con el Girondins ha ganado dos títulos, una Copa de la Liga de Francia (2007) y una Supercopa de Francia (2008). Además en la temporada 2007/08 su equipo queda subcampeón del campeonato liguero.

## Selección nacional
Ha sido internacional con la selección de fútbol sub-21 de Francia.

## Clubes
| Club                 | País    | Año       |
| -------------------- | ------- | --------- |
| Girondins de Burdeos | Francia | 2007-2014 |
| Angers SCO (cedido)  | Francia | 2009-2010 |
| Platanias            | Grecia  | 2014-2016 |
| UE Sant Julià        | Andorra | 2019      |

## Palmarés

### Campeonatos nacionales
| Título                     | Club                 | País    | Año  |
| -------------------------- | -------------------- | ------- | ---- |
| Copa de la Liga de Francia | Girondins de Burdeos | Francia | 2007 |
| Supercopa de Francia       | Girondins de Burdeos | Francia | 2008 |